# Exomella segnis
Exomella segnis là một loài bọ cánh cứng trong họ Byrrhidae. Loài này được Fennah miêu tả khoa học năm 1958.